# Monroe (Nuevo Hampshire)
Monroe es un pueblo ubicado en el condado de Grafton en el estado estadounidense de Nuevo Hampshire. En el Censo de 2010 tenía una población de 788 habitantes y una densidad poblacional de 12,79 personas por km².

## Geografía
Monroe se encuentra ubicado en las coordenadas 44°17′48″N 71°58′50″O / 44.29667, -71.98056. Según la Oficina del Censo de los Estados Unidos, Monroe tiene una superficie total de 61.61 km², de la cual 57.74 km² corresponden a tierra firme y (6.27%) 3.86 km² es agua.

## Demografía
Según el censo de 2010, había 788 personas residiendo en Monroe. La densidad de población era de 12,79 hab./km². De los 788 habitantes, Monroe estaba compuesto por el 97.34% blancos, el 0% eran afroamericanos, el 1.02% eran amerindios, el 0.25% eran asiáticos, el 0.51% eran isleños del Pacífico, el 0% eran de otras razas y el 0.89% pertenecían a dos o más razas. Del total de la población el 1.4% eran hispanos o latinos de cualquier raza.